# Эскадрилья «Москито»
«Эскадрилья „Москито“» (англ. Mosquito Squadron) — кинофильм Бориса Сагала. Военная драма.

## Сюжет
В Германском секретном центре проходят испытания мощной ракеты V1, обладающей огромной разрушительной силой. Королевские ВВС предпринимают все усилия, чтобы уничтожить опасный центр. На воздушную атаку идёт эскадрилья «Москито».

## В ролях
- Дэвид Маккаллум[3] — Монро
- Сьюзэнн Нив[3] — Бетти Скотт
- Чарльз Грей[3] — командующий эскадрильи Хэфорд
- Дэвид Бак[3] — Дэвид «Скотти» Скотт
- Дэвид Дандас[3] — Дуглас Шелтон
- Динсдейл Лэнден[3] — Клайд Пенрос
- Никки Хенсон[3] — Вилли Банс
- Брайан Маршалл[3] — Нил
- Майкл Энтони[3] — отец Белугги
- Пегги Торп-Бэйтс[3] — миссис Скотт